# Khánh Thành, Khánh Vĩnh
Khánh Thành là một xã thuộc huyện Khánh Vĩnh, tỉnh Khánh Hòa, Việt Nam.
Xã Khánh Thành có diện tích 57,52 km², dân số năm 1999 là 1038 người, mật độ dân số đạt 18 người/km².